# ورزشکار سال هلند
ورزشکار سال هلند یک جایزه در کشور هلند است که به بهترین ورزشکار سال هلند از میان لیست منتخب تهیه شده توسط روزنامه‌نگاران ورزشی این کشور داده می‌شود. این انتخابات توسط کمیتهٔ المپیک هلند و فدراسیون هلند انجام می‌گیرد. به ورزشکار سال هلند جایزه یاپ ایدن (به هلندی: Jaap Eden Award) تعلق می‌گیرد.